# Жіноча збірна Англії з хокею із шайбою
Жіноча збірна Англії з хокею із шайбою (англ. England women's national ice hockey team) — хокейна збірна яка представляла Англію в міжнародних хокейних змаганнях. Останній раз брали участь у міжнародному матчі у 1987 році.

## Статистика зустрічей
| Команда   | І | В | Н | П | Ш     |
| --------- | - | - | - | - | ----- |
| Шотландія | 3 | 2 | 1 | 0 | 11: 2 |
| Уельс     | 1 | 0 | 0 | 1 | 1: 4  |
| Данія     | 1 | 0 | 0 | 1 | 1 : 5 |